# Griselda (Vivaldi)
Griselda ist eine Oper (Musikdrama, Opera seria) in drei Akten von Antonio Vivaldi. Ihr liegt eine von Carlo Goldoni überarbeitete Version des 1701 auf der Grundlage von Giovanni Boccaccios Decamerone geschaffenen Librettos Griselda von Apostolo Zeno zugrunde. Die Oper wurde am 18. Mai 1735 im Teatro San Samuele in Venedig uraufgeführt.

## Entstehung
Vivaldi komponierte Griselda gegen Ende seiner Karriere. Es ist seine einzige in Venedig geschaffene Oper und die erste, die ihm die Familie Grimani in Auftrag gab, Besitzerin der zwei wichtigsten Theater Venedigs, des Teatro San Samuele und des Teatro San Giovanni Grisostomo. Damit endete eine 22 Jahre dauernde Ächtung Vivaldis durch die großen venezianischen Theater, die er sich als Impresario des Teatro Sant’Angelo und durch einen Streit mit dem Verwalter der Grimani-Theater zugezogen hatte. Griselda gilt als ein Höhepunkt in Vivaldis Spätwerk.
Nachdem bereits Apostolo Zeno den Charakter des Königs zu dessen Gunsten grundlegend verändert hatte (während der entsprechende Protagonist bei Boccaccio, der Markgraf von Saluzzo, seiner Frau Griselda nur vorgibt, er müsse sie wegen ihrer niederen Herkunft verstoßen, und vom Volk für seine Grausamkeit getadelt wird, fordert bei Zeno das Volk dies tatsächlich von ihm), hatte Vivaldi weitere Änderungswünsche. Michele Grimani, Leiter des Teatro San Samuele, beauftragte den zu dieser Zeit noch jungen unbekannten Carlo Goldoni, das Libretto von Zeno nach Vivaldis Bedürfnissen zu verändern. Dabei ging es vor allem darum, es in die neue, vor allem von Pietro Metastasio verkörperte Mode umzuformen und die Rolle der Griselda den stimmlichen Möglichkeiten der ersten Griselda, Anna Girò, anzupassen, die weniger für ihre sängerischen als für ihre schauspielerischen Fähigkeiten gerühmt wurde. Vivaldi traute dem jungen Goldoni zunächst die notwendigen Fähigkeiten nicht zu, aber dieser überzeugte ihn mit dem auf der Stelle und zu seiner vollen Zufriedenheit gedichteten Text der Arie Griseldas im dritten Akt.
Goldoni verlegte die Handlung von Sizilien (Italien) nach Thessalien (Griechenland), verringerte die Anzahl der Bilder, reduzierte die Arien von 34 auf 19, strich alle fünf Duette und fügte ein Trio ein. Er veränderte den Charakter Griseldas grundlegend und gab dem zweiten Liebespaar, Costanza und Roberto, mehr Raum. Er lieferte zahlreiche neue Arien-Texte, die mehr Möglichkeiten für Vivaldis typische, aus seinen Concerti bekannte blumige Kompositionsweise eröffneten. Goldoni hielt allerdings nicht viel von den Änderungswünschen Vivaldis und schrieb im Vorwort zum 13. Band seiner Commedie (1761) und in seiner Autobiographie Mémoires pour servir à l’histoire de sa vie et celle de son théâtre (1787): „Ich habe endlich Zenos Drama ermordet, genau so, wie Vivaldi es gewollt hat.“ Er fügte aber hinzu, dass die Oper wunderbar gelungen sei. Die Erstaufführung war denn auch ein großer Erfolg.

„Mit diesem als Paradeoper geschaffenen Werk nähert sich Vivaldi der Musiksprache seiner Konkurrenten an, nur um seine Einzigartigkeit noch zu verdeutlichen. … Griselda ist tatsächlich alles andere als eine Ansammlung spektakulärer Arien, die Oper ist durch und durch das Werk eines begabten Dramaturgen.“

Der britische Musikwissenschaftler Michael Talbot stellt fest, dass „die besondere Bekanntheit dieser Oper auf der Zusammenarbeit Vivaldis mit Goldoni für das Libretto beruht, die Goldoni in seinen Memoiren anschaulich dargestellt hat“.
Die Geschichte Griseldas wurde schon vor Vivaldi auf der Grundlage von Zenos Libretto von Antonio Pollarolo (1701), Antonio Maria Bononcini (1718), Alessandro Scarlatti (1721, durch einen unbekannten Autor überarbeitetes Libretto), Giovanni Bononcini (1722, von Paolo Antonio Rolli überarbeitetes Libretto) und Tomaso Albinoni (1728) und danach auch von Niccolò Piccinni (1793, von Angelo Anelli überarbeitetes Libretto) vertont. Auch die Oper Grisélidis von Jules Massenet (1901) basiert auf Boccaccios Geschichte.

## Aufführungsgeschichte
Außerhalb Italiens wurde die Oper erst 1982 im Grand Théâtre de Genève erstmals aufgeführt. Im Vereinigten Königreich wurde sie am 23. Juli 1983 beim Buxton Festival in Buxton erstaufgeführt, in den USA sogar erst im Jahr 2000.
Auch heute gehört Griselda nicht zum Standardrepertoire der Opernbühnen. 2002 wurde die Oper im Teatro Dovizi in Bibbiena aufgeführt, mit dem Orchestra da Camara OperAperta unter Sandro Volta und mit Simone Polacchi, Alexandra Zabala, Maurizia Barazzoni, Susanna Bortolanei, Angelo Manzotti und Virgilio Bianconi. 2004 gab es im Rahmen der Uckermärkischen Musikwochen in der Maria-Magdalenen-Kirche in Templin eine konzertante Aufführung mit dem Ensemble Harmonologia Breslau unter Jan Tomasz Adamus und mit Ewa Marciniec, Olga Pasiecznik, Krystian Krzeszowiak, Marzena Lubaszka, Joanna Dorakowska und Joanna Majewska. 2005 führte das Ensemble Matheus unter Jean-Christophe Spinosi die Oper im Théâtre des Champs-Elysées in Paris auf (später von France Musique übertragen und 2005 mit leicht veränderter Besetzung im Studio aufgenommen), mit Steffano Ferrari, Philippe Jaroussky, Verónica Cangemi, Sonia Prina, Blandine Staskiewicz und Iestyn Davies. Griselda war eine der herausragenden Produktionen der Festivalsaison 2011 der Santa Fe Opera in Santa Fe unter Grant Gershon und mit Meredith Arwady, Paul Groves, Isabel Leonard, David Daniels, Yuri Minenko und Amanda Majeski. Die Pinchgut Opera führte die Oper im November und Dezember 2011 viermal in der City Recital Hall in Sydney auf mit dem Orchestra of the Antipodes unter Erin Helyard und mit Caitlin Hulcup, Christopher Saunders, David Hansen, Miriam Allan, Tobias Cole und Russell Harcourt. Im Theatro Municipal von Rio de Janeiro gab es im Juni 2012 eine konzertante Aufführung mit dem Brasilianischen Sinfonieorchester unter Marco Pace und mit Luísa Francesconi, Juliana Franco, Lyz Nardotto, Razek-François Bitar, Johan Christensson und Carolina Faria. Am 18. September 2014 wurde die Oper in der Cadogan Hall in London konzertant gespielt, angekündigt als Premiere im Vereinigten Königreich der kritischen Ausgabe von Giulio Ricordi, mit der Opera Settecento unter Tom Foster und mit Andrew Watts, Hilary Summers, Erica Eloff, Ronan Busfield, Tom Verney und Kiandra Howarth.
Zwei Arien aus der Oper sind bekannte Konzertstücke geworden, die Sängerinnen wie Cecilia Bartoli, Vivica Genaux und Simone Kermes auf die Bühne brachten: Agitata da due venti aus dem zweiten Akt und Dopo un’orrida procella aus dem dritten Akt.

## Handlung
Jahre bevor die Geschichte beginnt, hat Gualtiero, König von Thessalien, die arme Schäferin Griselda geheiratet. Das Volk hat ihr ihre niedere Herkunft nie verziehen. Als die Tochter Costanza geboren wurde, beschloss der König, Griselda öffentlich auf die Probe zu stellen, um ihr beim Volk Achtung zu verschaffen. Er gab Griselda vor, er müsse Costanza töten, um an der Macht zu bleiben. Er nahm sie ihr weg, tötete sie aber nicht, sondern brachte sie heimlich zu seinem Freund Prinz Corrado von Athen, der sie großziehen sollte. Griselda akzeptierte den Entscheid, Costanza zu töten, und erbrachte so den erwünschten Beweis ihrer Treue zum König und ihrer Geduld.

### Erster Akt
Der herrschaftliche Palast, für Audienzen des Volkes eingerichtet.
Nach der Geburt des Sohnes Everardo verkündet König Gualtiero, um das Volk zu beruhigen, dass er Griselda verstoßen und eine neue Frau nehmen werde. Griselda gibt er den Befehl, den Palast und den Sohn zu verlassen. Der Höfling Ottone ist verliebt in Griselda und glaubt, mit deren Verstoßung sei seine Stunde gekommen, aber sie weist ihn zurück. Da entreißt er ihr den Sohn, den sie ein letztes Mal umarmen wollte, und flieht. Griselda kehrt in ihre Hütte zurück. Corrado verspricht ihr, alles zu tun, damit sie ihren Sohn wiederfinde. Die vorgeschlagene Braut des Königs ist niemand anders als Costanza, die nichts von ihrer wahren Herkunft weiß. Sie liebt Corrados jüngeren Bruder Roberto, und der Gedanke, Gualtiero heiraten zu müssen, treibt sie zur Verzweiflung.

### Zweiter Akt
Die königlichen Gemächer, dann auf dem Land, auf der Seite eine Hütte.
Corrado erinnert Costanza an ihre Liebesschwüre für Roberto. Als dieser erscheint, weist sie ihn zurück, sie sei die Braut des Königs. Ottone erscheint in der Hütte Griseldas und verspricht ihr, ihr den Sohn wiederzugeben, wenn sie ihn erhöre. Sonst werde der Sohn sterben. Griselda zögert, weist ihn aber wiederum zurück. Costanza erscheint ebenfalls bei der Hütte Griseldas. Diese glaubt, in ihr die verlorene Tochter wiederzuerkennen, die beiden finden sofort eine große Nähe zueinander. Gualtiero und seine Anhänger kommen auf der Jagd bei Griseldas Hütte vorbei. Gualtiero verhindert einen Versuch Ottones, Griselda zu entführen, dieser wird verhaftet. Als Griselda Gualtiero danken will, weist er sie ab. Auf Drängen Costanzas erlaubt er Griselda, an den Hof zurückzukehren, aber nur als Costanzas Dienerin.

### Dritter Akt
Die Gemächer von Costanza.
Costanza und Roberto schwören sich ewige Treue. Griselda überrascht die beiden und wirft ihnen ihren Verrat am König vor. Dieser erfährt davon, sein Zorn richtet sich aber zur Überraschung aller nicht gegen die beiden, sondern gegen Griselda. Er begnadigt Ottone und verspricht ihm zum Schein, um Griselda abermals zu prüfen, ihre Hand, sobald er selbst Costanza geheiratet habe. Griselda aber erklärt, sie werde lieber sterben. Von ihrer Treue bewegt, nimmt Gualtiero sie als seine Frau zurück. Er und Corrado offenbaren die wahre Herkunft von Costanza, und Gualtiero erlaubt ihr, Roberto zu heiraten. Ottone wird begnadigt. Das Volk besingt die Liebe und die Tugend des Königspaars.

## Musiknummern
Die Oper enthält die folgenden Musikstücke:
Sinfonia
- 1. Allegro (C-Dur); für Streicher und Basso continuo
- 2. Andante (g-Moll); für Violinen I/II, Viola und Bass ohne Cembalo
- 3. Minuet. Allegro (C-Dur); für Violinen I/II, Viola und Basso continuo

Erster Akt
- Szene 1. Rezitativ: „Questo, ò Popoli, è’Igiorno“
- Szene 2. Rezitativ: „Ecoti, Sire innanzi l’umil tua serva“
- Szene 3. Rezitativ: „Signor or ora al Porto“
  - Arie (Gualtiero): „Se ria procella“ – Allegro (A-Dur); für Streicher und Basso continuo; vgl. Siroe, re di Persia RV 735c I:9
- Szene 4. Rezitativ: „Ecco il tempo in cui l’alma“
  - Arie (Griselda): „Brami le mie catene“ – Allegro (G-Dur); für Streicher und Basso continuo; vgl. Tamerlano RV 703 II:3
- Szene 5. Rezitativ: „Troppo avezza è Griselda“
  - Arie (Ottone): „Vede orgogliosa l’onde“ – Largo (G-Dur); für Streicher und Basso continuo; vgl. Adelaide RV 695 I:5; Orlando furioso (Este 1740) RV Anh 127.24; Orlando furioso (Bassano 1741) RV Anh 127.25
- Szene 6. Rezitativ: „Costanza, eccoti in porto“
- Szene 7. Rezitativ: „L’arcano in to racchiudi“
  - Arie (Costanza): „Ritorna à lusingarmi“ – Allegro non molto (B-Dur); für Streicher und Basso continuo; vgl. Atabano, re dei Parti RV 706c I:14; Teuzzone RV 736 II:17; Fede tradita e vendicata (Graz 1736) RV Anh 127a.16
- Szene 8. Rezitativ: „German, se avevi à tormi“
  - Arie (Roberto): „Estinguere vorrei“ – Andante molto (G-Dur); für Streicher und Basso continuo
- Szene 9. Rezitativ: „Infelice Roberto, ancor non sà“
- Szene 10. Rezitativ: „Misera in quante guise“
- Szene 11. Rezitativ: „Ecco, Griselda, il figlio“
- Szene 12. Rezitativ: „Ferma, t’arresta rendimi il figlio“
  - Arie (Corrado): „Alle minaccie di fiera belva“ – Allegro (F-Dur); für zwei Hörner, Streicher und Basso continuo; vgl. Farnace RV 711g II:2; Siroe, re di Persia RV 735b II:8
- Szene 13. Rezitativ: „Infelice Griselda che più temer poss’io?“
  - Arie (Griselda): „Hò il cor già lacero“ – Allegro (c-Moll); für Streicher und Basso continuo; vgl. Ginevra principessa di Scozia RV 716 III:9

Zweiter Akt
- Szene 1. Rezitativ: „Dimmi, come amorosa à Gualtier corrispondi?“
  - Arie (Corrado): „La Rondinella amante“ – Allegro (a-Moll); für Streicher und Basso continuo
- Szene 2. Rezitativ: „Pria, che d’amar ti lasci“
  - Arie (Costanza): „Agitata da due venti“ – Allegro (B-Dur); für Streicher und Basso continuo; vgl. Adelaide RV 695 I:17
- Szene 3. Rezitativ: „E nel cuor di Costanza“
  - Arie (Roberto): „Dal tribunal d’amore“ – Larghetto (D-Dur); für Violinen I/II, Viola und Basso continuo; vgl. L’Atenaide RV 702b II:11; Farnace RV 711g II;3
- Szene 4. Rezitativ: „Andiam Griselda andiamo“
- Szene 5. Rezitativ: „Ferma Griselda. Che importuno“
  - Rezitativ (Streicher und Basso continuo): „Oh d’un seno infelice parto più sventurato“
  - Rezitativ: „Se deluda l’indegno“
  - Arie (Griselda): „Nò non tanta crudeltà“ – Allegro (F-Dur); für Streicher und Basso continuo; vgl. Adelaide RV 695 III:2; Siroe, re di Persia RV 735b I:15
- Szene 6. Rezitativ: „Sprezzami quando sai, vedrai superba“
- Szene 7. Rezitativ: „Perdonami Griselda, se coll’amor t’offendo“
  - Arie (Ottone): „Scocca dardi l’altero tuo ciglio“ – Allegro molto (C-Dur); für Streicher und Basso continuo
- Szene 8. Rezitativ: „Fuggi. Perchè? Non posso senza colpa mirarti“
  - Arie (Roberto): „Che legge che legge tiranna!“ – Allegro (e-Moll); für Streicher und Basso continuo
- Szene 9. Rezitativ: „Sola sebben mi lasci“
- Szene 10. Rezitativ: „Dè tuoi bei sguardi, ò cara“
- Szene 11. Rezitativ: „Avisato, che Otton ver questa parte“
  - Arie (Gualtiero): „Tu vorresti col tuo pianto“ – Largo ma poco (F-Dur); für Streicher und Basso continuo
- Szene 12. Rezitativ: „Ecco Otton, sola, inerme, che far posso?“
- Szene 13. Rezitativ: „L’impone il Rè? Sè troppo difo Ottone“
- Szene 14. Rezitativ: „Qual grazie posso… Alla pietà le rendi“
  - Terzett (Costanza, Griselda, Gualtiero): „Non più Regina ma, Pastorella“ – Andante molto (g-Moll); für Streicher und Basso continuo

Dritter Akt
- Szene 1. Rezitativ: „Risoluta è quest’alma. Di partir?“
- Szene 2. Rezitativ: „E per sempre vi unisca, amanti fidi“
- Szene 3. Rezitativ: „Griselda. Il Rè“
  - Arie (Griselda): „Son infelice tanto“ – Allegro (Es-Dur); für Streicher und Basso continuo
- Szene 4. Rezitativ: „Temo. Pavento. Eh non estingua adesso“
  - Arie (Roberto): „Moribonda quest’alma dolente“ – Allegro (D-Dur)
- Szene 5. Rezitativ: „Posso Roberto amar?“
  - Arie (Costanza): „Ombre vane ombre vane ingiusti orrori“ – Larghetto (C-Dur); für Streicher und Basso continuo
- Szene 6. Rezitativ: „L’empio t’ascolti. Forse dall’amot di costei“
  - Arie (Ottone): „Doppo un orrida procella“ – Allegro molto (F-Dur); für zwei Hörner, Streicher und Basso continuo
- Szene 7. Rezitativ: „Soffri Griselda ancora“
  - Arie (Gualtiero): „Sento, che l’alma teme“ – Allegro molto (A-Dur); für Streicher und Basso continuo
- Szene 8. Rezitativ: „Ministri accelerate l’apparato“
- Szene 9. Rezitativ: „Griselda Altro non manca“
  - Chor (alle Soprane unisono): „Imeneo, che se d’amore“ – … (D-Dur); für Trompete, Violinen I/II, Viola/Basso continuo; vgl. Feraspe RV 713 III:9; Motezuma RV 723 III:12

Nicht verwertete Stücke der Urfassung
- Szene I:5. Arie: „Dolce ferita mi lusinga il dio d’amor“ (Variante der Arie „Vado si ma la mis pena“ aus Adelaide RV 695 I:15, nur Schluss erhalten)
- Szene I:10. Rezitativ: „Misera… Mà che veggo? Il mio Signor“
- Szene II:4. Rezitativ: „Se la dolce memoria del perduto“ (Anfang durchgestrichen)
- Szene II:8. Rezitativ: „E’ deliquio di core ò stanchezza“
  - Arie (Griselda): „Sonno se pur sei sonno e non orrore“ – Andante (c-Moll); für Violinen I/II und Viola; vgl. Tito Manlio RV 738

Eingeschoben (nicht im Libretto)
- Szene II:7. Arie (Ottone): „Dovresti esser contento“ – Allegro (G-Dur); für Streicher und Basso continuo

## Diskographie
- Solistes Montpellier-Moscou unter Francesco Fanna, mit Helen Centner, Maria Gabriella Cianci, Elizabeth Lombardini-Smith, Gabriella Morigi, Anna Bonitatibus und Leslie Poleri-Tosi; Arkadia AK 122.3 (3 Audio-CDs), 1992 (Live-Aufnahme)
- Orchestra da Camera OperAperta unter Sandro Volta, mit Simone Polacchi, Alexandra Zabala, Maurizia Barazzoni, Susanna Bortolanei, Angelo Manzotti und Virgilio Bianconi; Encore 3024 (DVD), 2002
- Ensemble Matheus unter Jean-Christophe Spinosi, mit Marie-Nicole Lemieux, Steffano Ferrari, Philippe Jaroussky, Verónica Cangemi, Simone Kermes und Iestyn Davies; Naïve OP30419 (3 Audio-CDs), 2005[14]
- Aradia Baroque Ensemble unter Kevin Mallon, mit Marion Newman, Giles Tomkins, Lynne McMurtry, Carla Huhtanen, Colin Ainsworth und Jason Nedecky; Naxos (3 Audio-CDs, 8.660211-13), 2006[15][16]
- Pinchgut Opera unter Erin Helyard, mit Caitlin Hulcup, Christopher Saunders, Tobias Cole, Miriam Allan, David Hansen und Russell Harcourt; Pinchgut Opera (2 Audio-CDs), 2012